# Eutimi Zigabè
Eutimi Zigabè (en llatí Euthymius Zigabenus) fou un monjo grec del convent de la verge Maria a Constantinoble que va viure al segle xii, a l'època de l'emperador Aleix I Comnè, amb qui tenia íntima amistat, i ell mateix diu que va escoltar dues vegades com l'emperador disputava contra els enemics de l'església grega, probablement contra els llatins. Vivia encara el 1118, quan va morir l'emperador. L'esmenten Anna Comnena i Lleó Al·laci.
Va ser l'autor de diverses obres: 
- Πανοπλία δογματικὴ τῆς ὀρθοδόξου πίστεως. Dirigida contra totes les heretgies, i escrita per mandat d'Aleix Comnè. Estava dividida en 28 llibres, i es basava principalment en els textos dels primers Pares de l'Església.
- Victòria i triomfs sobre els impius (contra la secta dels messalians), amb catorze anatemes pronunciats contra ells.
- Comentari sobre tots els Salms de David i sobre les deu cantigues.
- Comentari sobre els quatre evangelis. Una compilació de textos de Joan Crisòstom i d'altres dels primers pares de l'Església.[1]